# Großer Preis von Japan 1990
Der Große Preis von Japan 1990 (offiziell XVI Fuji Television Japanese Grand Prix) fand am 21. Oktober auf dem Suzuka Circuit in Suzuka statt und war das 15. Rennen der Formel-1-Weltmeisterschaft 1990.

## Berichte

### Hintergrund
Der vorletzte WM-Lauf des Jahres fand drei Wochen nach dem Großen Preis von Spanien statt und brachte mehrere Veränderungen im Teilnehmerfeld mit sich.
Die Teams EuroBrun und Life entschieden sich für einen sofortigen Ausstieg aus der Formel 1. Sämtliche verbleibenden 30 Fahrzeuge konnten dadurch an den regulären Trainingsdurchgängen teilnehmen, sodass die während der gesamten bisherigen Saison praktizierte Vorqualifikation entfallen konnte.
Alessandro Nannini hatte sich im Zuge eines Hubschrauber-Absturzes schwere Verletzungen zugezogen und musste seine Formel-1-Karriere beenden. Als Ersatz wurde der durch den Ausstieg des EuroBrun-Teams verfügbare Roberto Moreno engagiert. Als Nachfolger für Martin Donnelly, der nach seinem schweren Unfall im Training zum Spanien-GP weiterhin intensivmedizinisch behandelt wurde, nahm das Team Lotus Johnny Herbert unter Vertrag. Paolo Barilla wurde bei Minardi durch seinen Landsmann Gianni Morbidelli ersetzt. Alex Caffi kehrte ins Arrows-Team zurück.
Mit Ayrton Senna und Gerhard Berger (jeweils einmal) traten zwei ehemalige Sieger zu diesem Grand Prix an.

### Training
Das Training wurde von zwei schweren Unfällen von Emanuele Pirro und Jean Alesi überschattet. Pirro verletzte sich an einem Finger, Alesi verzichtete aufgrund von Nackenschmerzen auf die Teilnahme am restlichen Rennwochenende.
Knapp vor seinem Titelkonkurrenten Alain Prost qualifizierte sich Senna für die Pole-Position. Die zweite Reihe bildeten deren beiden Teamkollegen Nigel Mansell und Berger vor Thierry Boutsen und Nelson Piquet.
Alle Piloten erreichten während ihrer besten Runden Durchschnittsgeschwindigkeiten über 200 km/h.
Da die linke Seite der Start-Ziel-Geraden als die sauberere und dadurch vorteilhaftere galt, verlangte McLaren auf Drängen Sennas eine Verlegung der Pole-Position von rechts nach links. Die FISA lehnte dies ab. Senna sah darin eine Bevorteilung zugunsten von Prost durch dessen Landsmann Jean-Marie Balestre, der als Präsident der FISA letztlich für die Entscheidung verantwortlich war.

### Rennen
Die Befürchtung von Senna und seinem Team, dass Prost von Platz zwei aufgrund besserer Traktion durch die Lage des Startplatzes auf der Ideallinie besser beschleunigen könne, bewahrheitete sich. Obwohl Prost mit etwa einer halben Wagenlänge Vorsprung in die erste Kurve einlenkte, gab Senna nicht nach und provozierte eine Kollision, zu der es unweigerlich kam. Beide WM-Kontrahenten schieden aus, nachdem ihre Wagen im Kiesbett zum Stehen gekommen waren. Sennas Punktevorsprung war somit durch Prost im verbleibenden letzten Saisonrennen in Australien nicht mehr aufholbar, wodurch der Brasilianer als Weltmeister der Saison 1990 feststand. Für die Fachwelt stand außer Frage, dass Senna eindeutig der Schuldige an der Kollision gewesen ist. Darauf angesprochen, schob dieser jedoch die Schuld der FISA zu, da diese seiner Forderung nach einer Verlegung des Startplatzes nicht nachgekommen war.
In der durch die beiden Kontrahenten ausgelösten Staubwolke kollidierte Stefano Modena mit Philippe Alliot. Um eine ähnliche Kollision zu vermeiden, mussten die beiden Arrows-Piloten ruckartige Ausweichmanöver durchführen. Michele Alboreto musste ebenfalls schnell reagieren und fiel dadurch ans Ende des Feldes zurück. Zu Beginn der zweiten Runde wurde auch der zu diesem Zeitpunkt führende Berger ein nachträgliches Opfer des Startunfalls, indem er auf Sand, der auf die Strecke gewirbelt worden war, ins Rutschen kam und sich ins Aus drehte. Mansell führte dadurch vor den beiden Benetton-Teamkollegen Piquet und Moreno sowie den beiden Williams FW13B von Boutsen und Riccardo Patrese.
In der 26. Runde legte Mansell einen Boxenstopp ein. Er verfügte zwar über einen deutlichen Vorsprung, die Teams Benetton und Williams verfolgten jedoch die Strategie, das Rennen mit einer härteren Reifenmischung und dadurch gänzlich ohne Stopp zu absolvieren. Da dies Mansell bewusst war, beschleunigte er derart heftig aus der Boxengasse heraus, dass die Antriebswelle seines Ferrari 641 brach. Somit ergab sich eine Doppelführung für das Team Benetton vor Patrese, der feststellte, dass er trotz der haltbareren Gummimischung nicht auf einen zwischenzeitlichen Reifenwechsel verzichten konnte. Dadurch erreichte Aguri Suzuki den dritten Platz, den er bis ins Ziel gegenüber Patrese verteidigte. Boutsen und Satoru Nakajima belegten die Plätze fünf und sechs.
Beide teilnehmenden Japaner erreichten bei ihrem Heimrennen die Punkteränge. Patrese absolvierte zum dritten Mal in Folge die schnellste Runde des Rennens. Außerdem erzielten Suzuki und Moreno jeweils die einzigen Podiumsplatzierungen ihrer Formel-1-Karriere (und Suzuki erzielte die erste Podiumsplatzierung eines asiatischen Piloten). Da es sich bei dem Lola LC90 nicht um eine Eigenkonstruktion von Larrousse handelte, wurde das Team erneut nicht bei der Vergabe der Punkte für die Konstrukteurs-Weltmeisterschaft berücksichtigt. Piquet erreichte seinen ersten Saisonsieg, der ihm gemäß seinem mit Benetton-Teamchef Flavio Briatore geschlossenen leistungsbezogenen Vertrag eine Prämie in Höhe von einer Million Dollar einbrachte.

## Meldeliste
| Team                        | Nr. | Fahrer             | Chassis            | Motor                     | Reifen |
| --------------------------- | --- | ------------------ | ------------------ | ------------------------- | ------ |
| Scuderia Ferrari SpA        | 01  | Alain Prost        | Ferrari 641        | Ferrari 036 3.5 V12       | G      |
| Scuderia Ferrari SpA        | 02  | Nigel Mansell      | Ferrari 641        | Ferrari 036 3.5 V12       | G      |
| Tyrrell Racing Organisation | 03  | Satoru Nakajima    | Tyrrell 019        | Ford Cosworth DFR 3.5 V8  | P      |
| Tyrrell Racing Organisation | 04  | Jean Alesi         | Tyrrell 019        | Ford Cosworth DFR 3.5 V8  | P      |
| Canon Williams Team         | 05  | Thierry Boutsen    | Williams FW13B     | Renault RS2 3.5 V10       | G      |
| Canon Williams Team         | 06  | Riccardo Patrese   | Williams FW13B     | Renault RS2 3.5 V10       | G      |
| Motor Racing Developments   | 07  | David Brabham      | Brabham BT59       | Judd EV 3.5 V8            | P      |
| Motor Racing Developments   | 08  | Stefano Modena     | Brabham BT59       | Judd EV 3.5 V8            | P      |
| Footwork Arrows Racing      | 09  | Michele Alboreto   | Arrows A11B        | Ford Cosworth DFR 3.5 V8  | G      |
| Footwork Arrows Racing      | 10  | Alex Caffi         | Arrows A11B        | Ford Cosworth DFR 3.5 V8  | G      |
| Camel Team Lotus            | 11  | Derek Warwick      | Lotus 102          | Lamborghini 3512 3.5 V12  | G      |
| Camel Team Lotus            | 12  | Johnny Herbert     | Lotus 102          | Lamborghini 3512 3.5 V12  | G      |
| Fondmetal Osella            | 14  | Olivier Grouillard | Osella FA1ME       | Ford Cosworth DFR 3.5 V8  | P      |
| Leyton House Racing         | 15  | Maurício Gugelmin  | Leyton House CG901 | Judd EV 3.5 V8            | G      |
| Leyton House Racing         | 16  | Ivan Capelli       | Leyton House CG901 | Judd EV 3.5 V8            | G      |
| AGS Racing                  | 17  | Gabriele Tarquini  | AGS JH25           | Ford Cosworth DFR 3.5 V8  | G      |
| AGS Racing                  | 18  | Yannick Dalmas     | AGS JH25           | Ford Cosworth DFR 3.5 V8  | G      |
| Benetton Formula Ltd        | 19  | Roberto Moreno     | Benetton B190      | Ford Cosworth HBA4 3.5 V8 | G      |
| Benetton Formula Ltd        | 20  | Nelson Piquet      | Benetton B190      | Ford Cosworth HBA4 3.5 V8 | G      |
| BMS Scuderia Italia         | 21  | Emanuele Pirro     | Dallara 190        | Ford Cosworth DFR 3.5 V8  | P      |
| BMS Scuderia Italia         | 22  | Andrea de Cesaris  | Dallara 190        | Ford Cosworth DFR 3.5 V8  | P      |
| SCM Minardi Team            | 23  | Pierluigi Martini  | Minardi M190       | Ford Cosworth DFR 3.5 V8  | P      |
| SCM Minardi Team            | 24  | Gianni Morbidelli  | Minardi M190       | Ford Cosworth DFR 3.5 V8  | P      |
| Ligier Gitanes              | 25  | Nicola Larini      | Ligier JS33B       | Ford Cosworth DFR 3.5 V8  | G      |
| Ligier Gitanes              | 26  | Philippe Alliot    | Ligier JS33B       | Ford Cosworth DFR 3.5 V8  | G      |
| Honda Marlboro McLaren      | 27  | Ayrton Senna       | McLaren MP4/5B     | Honda RA100E 3.5 V10      | G      |
| Honda Marlboro McLaren      | 28  | Gerhard Berger     | McLaren MP4/5B     | Honda RA100E 3.5 V10      | G      |
| Espo Larrousse F1           | 29  | Éric Bernard       | Lola LC90          | Lamborghini 3512 3.5 V12  | G      |
| Espo Larrousse F1           | 30  | Aguri Suzuki       | Lola LC90          | Lamborghini 3512 3.5 V12  | G      |
| Coloni Racing               | 31  | Bertrand Gachot    | Coloni C3C         | Ford Cosworth DFR 3.5 V8  | P      |

## Klassifikationen

### Qualifying
| Pos. | Fahrer             | Konstrukteur      | 1. Qualifikationstraining | 1. Qualifikationstraining | 2. Qualifikationstraining | 2. Qualifikationstraining | Start |
| Pos. | Fahrer             | Konstrukteur      | Zeit                      | Ø-Geschwindigkeit         | Zeit                      | Ø-Geschwindigkeit         | Start |
| ---- | ------------------ | ----------------- | ------------------------- | ------------------------- | ------------------------- | ------------------------- | ----- |
| 01   | Ayrton Senna       | McLaren-Honda     | 1:38,828                  | 213,425 km/h              | 1:36,996                  | 217,456 km/h              | 01    |
| 02   | Alain Prost        | Ferrari           | 1:38,684                  | 213,737 km/h              | 1:37,228                  | 216,938 km/h              | 02    |
| 03   | Nigel Mansell      | Ferrari           | 1:38,969                  | 213,121 km/h              | 1:37,719                  | 215,847 km/h              | 03    |
| 04   | Gerhard Berger     | McLaren-Honda     | 1:38,374                  | 214,410 km/h              | 1:38,118                  | 214,970 km/h              | 04    |
| 05   | Thierry Boutsen    | Williams-Renault  | 1:39,577                  | 211,820 km/h              | 1:39,324                  | 212,360 km/h              | 05    |
| 06   | Nelson Piquet      | Benetton-Ford     | 1:41,041                  | 208,751 km/h              | 1:40,049                  | 210,821 km/h              | 06    |
| 07   | Jean Alesi         | Tyrrell-Ford      | 1:40,052                  | 210,814 km/h              | –                         | –                         | DNS   |
| 08   | Riccardo Patrese   | Williams-Renault  | 1:40,355                  | 210,178 km/h              | 1:40,664                  | 209,533 km/h              | 07    |
| 09   | Roberto Moreno     | Benetton-Ford     | 1:41,719                  | 207,359 km/h              | 1:40,579                  | 209,710 km/h              | 08    |
| 10   | Aguri Suzuki       | Lola-Lamborghini  | 1:41,442                  | 207,926 km/h              | 1:40,888                  | 209,067 km/h              | 09    |
| 11   | Pierluigi Martini  | Minardi-Ford      | 1:40,899                  | 209,045 km/h              | 1:41,964                  | 206,861 km/h              | 10    |
| 12   | Derek Warwick      | Lotus-Lamborghini | 1:41,482                  | 207,844 km/h              | 1:41,024                  | 208,786 km/h              | 11    |
| 13   | Ivan Capelli       | Leyton House-Judd | 1:41,657                  | 207,486 km/h              | 1:41,033                  | 208,767 km/h              | 12    |
| 14   | Satoru Nakajima    | Tyrrell-Ford      | 1:41,208                  | 208,406 km/h              | 1:41,078                  | 208,674 km/h              | 13    |
| 15   | Johnny Herbert     | Lotus-Lamborghini | 1:43,111                  | 204,560 km/h              | 1:41,558                  | 207,688 km/h              | 14    |
| 16   | Maurício Gugelmin  | Leyton House-Judd | 1:42,049                  | 206,689 km/h              | 1:41,698                  | 207,402 km/h              | 15    |
| 17   | Éric Bernard       | Lola-Lamborghini  | 1:42,141                  | 206,503 km/h              | 1:41,709                  | 207,380 km/h              | 16    |
| 18   | Nicola Larini      | Ligier-Ford       | 1:43,396                  | 203,996 km/h              | 1:42,339                  | 206,103 km/h              | 17    |
| 19   | Emanuele Pirro     | Dallara-Ford      | –                         | –                         | 1:42,361                  | 206,059 km/h              | 18    |
| 20   | Gianni Morbidelli  | Minardi-Ford      | 1:42,858                  | 205,063 km/h              | 1:42,364                  | 206,053 km/h              | 19    |
| 21   | Philippe Alliot    | Ligier-Ford       | 1:44,106                  | 202,605 km/h              | 1:42,593                  | 205,593 km/h              | 20    |
| 22   | Stefano Modena     | Brabham-Judd      | 1:42,617                  | 205,545 km/h              | –                         | –                         | 21    |
| 23   | David Brabham      | Brabham-Judd      | 1:43,156                  | 204,471 km/h              | –                         | –                         | 22    |
| 24   | Alex Caffi         | Arrows-Ford       | 1:43,270                  | 204,245 km/h              | 1:43,887                  | 203,032 km/h              | 23    |
| 25   | Michele Alboreto   | Arrows-Ford       | 1:43,304                  | 204,178 km/h              | 1:43,610                  | 203,575 km/h              | 24    |
| 26   | Andrea de Cesaris  | Dallara-Ford      | 1:43,601                  | 203,593 km/h              | 1:43,647                  | 203,502 km/h              | 25    |
| DNQ  | Olivier Grouillard | Osella-Ford       | 1:43,993                  | 202,825 km/h              | 1:43,782                  | 203,238 km/h              | –     |
| DNQ  | Gabriele Tarquini  | AGS-Ford          | 1:44,281                  | 202,265 km/h              | –                         | –                         | –     |
| DNQ  | Yannick Dalmas     | AGS-Ford          | 1:44,410                  | 202,015 km/h              | 1:46,326                  | 198,375 km/h              | –     |
| DNQ  | Bertrand Gachot    | Coloni-Ford       | –                         | –                         | 1:45,393                  | 200,131 km/h              | –     |

### Rennen
| Pos. | Fahrer            | Konstrukteur      | Runden | Stopps | Zeit        | Start | Schnellste Runde |
| ---- | ----------------- | ----------------- | ------ | ------ | ----------- | ----- | ---------------- |
| 01   | Nelson Piquet     | Benetton-Ford     | 53     | 0      | 1:34:36,824 | 06    | 1:45,114         |
| 02   | Roberto Moreno    | Benetton-Ford     | 53     | 0      | + 7,223     | 08    | 1:45,539         |
| 03   | Aguri Suzuki      | Lola-Lamborghini  | 53     | 1      | + 22,469    | 09    | 1:44,850         |
| 04   | Riccardo Patrese  | Williams-Renault  | 53     | 1      | + 36,258    | 07    | 1:44,233         |
| 05   | Thierry Boutsen   | Williams-Renault  | 53     | 1      | + 46,884    | 05    | 1:45,706         |
| 06   | Satoru Nakajima   | Tyrrell-Ford      | 53     | 1      | + 1:12,350  | 13    | 1:45,887         |
| 07   | Nicola Larini     | Ligier-Ford       | 52     | 1      | + 1 Runde   | 17    | 1:46,681         |
| 08   | Pierluigi Martini | Minardi-Ford      | 52     | 1      | + 1 Runde   | 10    | 1:46,897         |
| 09   | Alex Caffi        | Arrows-Ford       | 52     | 1      | + 1 Runde   | 23    | 1:46,849         |
| 10   | Philippe Alliot   | Ligier-Ford       | 52     | 1      | + 1 Runde   | 20    | 1:46,106         |
| –    | Derek Warwick     | Lotus-Lamborghini | 38     | 1      | DNF         | 11    | 1:46,042         |
| –    | Johnny Herbert    | Lotus-Lamborghini | 31     | 1      | DNF         | 14    | 1:46,463         |
| –    | Michele Alboreto  | Arrows-Ford       | 28     | 0      | DNF         | 24    | 1:47,094         |
| –    | Nigel Mansell     | Ferrari           | 26     | 1      | DNF         | 03    | 1:46,272         |
| –    | Emanuele Pirro    | Dallara-Ford      | 24     | 0      | DNF         | 18    | 1:48,506         |
| –    | Éric Bernard      | Lola-Lamborghini  | 24     | 0      | DNF         | 16    | 1:47,518         |
| –    | Gianni Morbidelli | Minardi-Ford      | 18     | 0      | DNF         | 19    | 1:48,865         |
| –    | Ivan Capelli      | Leyton House-Judd | 16     | 2      | DNF         | 12    | 1:48,035         |
| –    | Andrea de Cesaris | Dallara-Ford      | 13     | 0      | DNF         | 25    | 1:49,761         |
| –    | Maurício Gugelmin | Leyton House-Judd | 5      | 0      | DNF         | 15    | 1:49,471         |
| –    | David Brabham     | Brabham-Judd      | 2      | 0      | DNF         | 22    | 1:54,765         |
| –    | Gerhard Berger    | McLaren-Honda     | 1      | 0      | DNF         | 04    | 1:49,573         |
| –    | Alain Prost       | Ferrari           | 0      | 0      | DNF         | 02    | –                |
| –    | Ayrton Senna      | McLaren-Honda     | 0      | 0      | DNF         | 01    | –                |
| –    | Stefano Modena    | Brabham-Judd      | 0      | 0      | DNF         | 21    | –                |

## WM-Stände nach dem Rennen
Die ersten sechs des Rennens bekamen 9, 6, 4, 3, 2 bzw. 1 Punkt(e). In der Fahrerwertung wurden die besten elf Resultate, in der Konstrukteurswertung alle Resultate gewertet.

### Fahrerwertung
| Pos. | Fahrer             | Konstrukteur                  | Punkte |
| ---- | ------------------ | ----------------------------- | ------ |
| 01   | Ayrton Senna       | McLaren-Honda                 | 78     |
| 02   | Alain Prost        | Ferrari                       | 69     |
| 03   | Gerhard Berger     | McLaren-Honda                 | 40     |
| 04   | Nelson Piquet      | Benetton-Ford                 | 35     |
| 05   | Thierry Boutsen    | Williams-Renault              | 32     |
| 06   | Nigel Mansell      | Ferrari                       | 31     |
| 07   | Riccardo Patrese   | Williams-Renault              | 22     |
| 08   | Alessandro Nannini | Benetton-Ford                 | 21     |
| 09   | Jean Alesi         | Tyrrell-Ford                  | 13     |
| 10   | Ivan Capelli       | Leyton House-Judd             | 6      |
| 11   | Roberto Moreno     | Benetton-Ford / EuroBrun-Judd | 6      |
| 12   | Aguri Suzuki       | Lola-Lamborghini              | 6      |
| 13   | Éric Bernard       | Lola-Lamborghini              | 5      |
| 14   | Derek Warwick      | Lotus-Lamborghini             | 3      |
| 15   | Satoru Nakajima    | Tyrrell-Ford                  | 3      |
| 16   | Alex Caffi         | Arrows-Ford                   | 2      |
| 17   | Stefano Modena     | Brabham-Judd                  | 2      |
| 18   | Maurício Gugelmin  | Leyton House-Judd             | 1      |

| Pos. | Fahrer             | Konstrukteur             | Punkte |
| ---- | ------------------ | ------------------------ | ------ |
| 19   | Martin Donnelly    | Lotus-Lamborghini        | 0      |
| 20   | Pierluigi Martini  | Minardi-Ford             | 0      |
| 21   | Nicola Larini      | Ligier-Ford              | 0      |
| 22   | Gregor Foitek      | Onyx-Ford / Brabham-Judd | 0      |
| 23   | Philippe Alliot    | Ligier-Ford              | 0      |
| 24   | Michele Alboreto   | Arrows-Ford              | 0      |
| 25   | Yannick Dalmas     | AGS-Ford                 | 0      |
| 26   | Emanuele Pirro     | Dallara-Ford             | 0      |
| 27   | Andrea de Cesaris  | Dallara-Ford             | 0      |
| 28   | Paolo Barilla      | Minardi-Ford             | 0      |
| 29   | JJ Lehto           | Onyx-Ford                | 0      |
| 30   | Bernd Schneider    | Arrows-Ford              | 0      |
| 31   | Olivier Grouillard | Osella-Ford              | 0      |
| 32   | Gabriele Tarquini  | AGS-Ford                 | 0      |
| 33   | Gianni Morbidelli  | Dallara-Ford             | 0      |
| 34   | David Brabham      | Brabham-Judd             | 0      |
| –    | Johnny Herbert     | Lotus-Lamborghini        | 0      |

### Konstrukteurswertung
| Pos. | Konstrukteur      | Punkte |
| ---- | ----------------- | ------ |
| 01   | McLaren-Honda     | 118    |
| 02   | Ferrari           | 100    |
| 03   | Benetton-Ford     | 62     |
| 04   | Williams-Renault  | 54     |
| 05   | Tyrrell-Ford      | 16     |
| 06   | Lola-Lamborghini  | 11     |
| 07   | Leyton House-Judd | 7      |
| 08   | Lotus-Lamborghini | 3      |
| 09   | Arrows-Ford       | 2      |

| Pos. | Konstrukteur  | Punkte |
| ---- | ------------- | ------ |
| 10   | Brabham-Judd  | 2      |
| 11   | Minardi-Ford  | 0      |
| 12   | Ligier-Ford   | 0      |
| 13   | Onyx-Ford     | 0      |
| 14   | AGS-Ford      | 0      |
| 15   | Dallara-Ford  | 0      |
| 16   | Osella-Ford   | 0      |
| 17   | EuroBrun-Judd | 0      |